# Боза, Давид
Давид Боза  (итал. David Bosa; 28 апреля 1992 года, Тренто) — итальянский конькобежец. Специализируется на дистанциях 500 и 1000 метров.

## Биография
Принимал участие в зимних Олимпийских играх 2014 года в Сочи, заняв 31-е место на дистанции 500 метров.
Также принимал участие в Чемпионате мира по конькобежному спорту в спринтерском многоборье в 2014 году, заняв 20-е место.